# オプソニン化
オプソニン化（オプソニンか、opsonization）とは微生物などの抗原に抗体や補体が結合することにより抗原が食細胞に取り込まれやすくなる現象。オプソニン作用とも呼ばれる。食細胞に結合して食作用を受けやすくする血清因子をオプソニンと呼ぶ。オプソニンとして働く主な分子として、補体のC3bと抗体のIgG（免疫グロブリンG）があるが、一次感染では補体がオプソニン化の中心となり、すでに抗体ができあがっている二次感染ではIgGがオプソニン化の中心となる。
オプソニン化の効果は、対象となる血清に細菌、食細胞、補体を加えて反応させた後の食細胞の食菌数を測定することなどによって調べることができる。

## 補体によるオプソニン化
B細胞の分化において最初に作られる免疫グロブリンはIgMであるがIgMは体細胞高頻度突然変異と親和性成熟が行われる前に産生されるので、病原体との親和性は低いことが多い。その代り、IgMはIgGに比べて補体活性能が大きいので補体系の古典経路を用いてオプソニン化を行うことが可能である。まず、IgMが病原体に結合すると平板な形からホッチキス状に立体構造を変えるので、C1複合体がIgMに結合できるようになる。そしてこの後C1複合体はC2を切断して生じるC2b（←C2の分解産物のうち分子量が大きい方。歴史的な名前としてはC2a）などによりC3bを生じ、これが病原体に結合する。C3bはマクロファージなどの食細胞にあるCR1という補体レセプターによって認識されるが、同時にC2bによってC5から作られるC5aにより食細胞が活性化し、食作用が誘導される。
細胞内寄生菌である結核菌はC2bを捕捉し、これを用いてC3を分解することで補体を活性化し、積極的にマクロファージに取り込まれようとする。

## 抗体によるオプソニン化
過去に特定の病原体の感染があると、それに対して親和性の強い抗体であるIgGを作ることが可能である。また、二次感染ではIgGはIgMよりもかなり多く作られ寿命も長い。しかし、IgGは補体活性能はIgMほど高くない。ただ、病原体との親和性が強く、病原体に十分量のIgGが結合できるので食細胞はFcγR（IgGのFc領域に対する受容体）を通じて病原体を認識し、貪食する。